# Яблучний хрін
Яблучний хрін, апфелькрен (нім. Apfelkren) — соус в австрійській та південно-німецькій кухнях. З вигляду нагадує яблучне пюре. Подається до холодних та гарячих страв з яловичини, зокрема до тафельшпіцю, а також копченої риби. Готується з тертого хріну, очищених кислуватих яблук та вершків із додаванням лимонного соку, солі та цукру.